# کیت بالدوین
کیت بالدوین (انگلیسی: Kate Baldwin؛ زادهٔ ۲ مهٔ ۱۹۷۵) یک خواننده اهل ایالات متحده آمریکا است. وی از سال ۱۹۹۸ میلادی تاکنون مشغول فعالیت بوده‌است.